# Bistum Zamość-Lubaczów
Das Bistum Zamość-Lubaczów (lateinisch Dioecesis Zamosciensis-Lubaczoviensis, polnisch Diecezja zamojsko-lubaczowska) ist eine in Polen gelegene römisch-katholische Diözese mit Sitz in Zamość.

## Geschichte

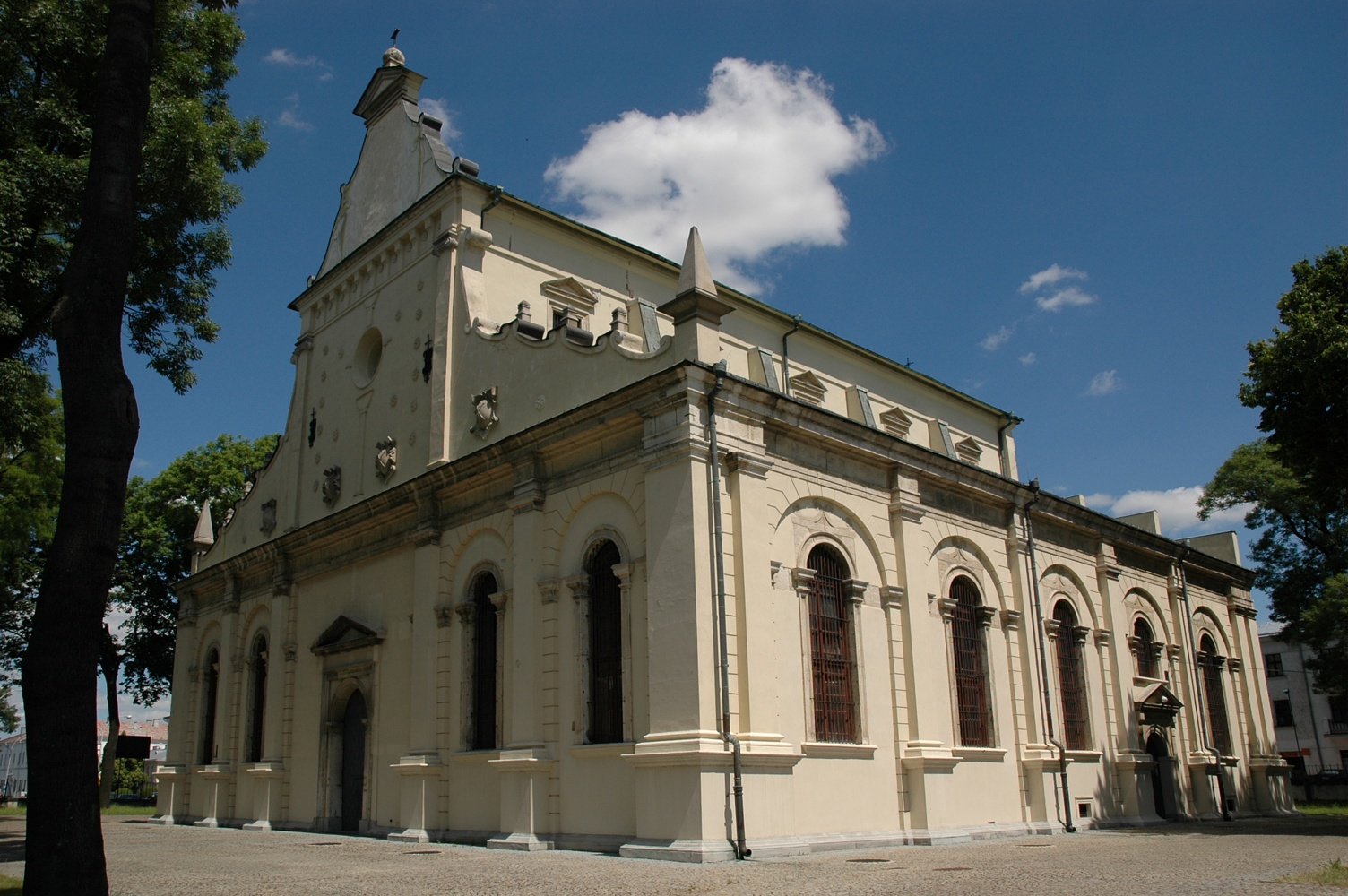
Kathedrale in Zamość

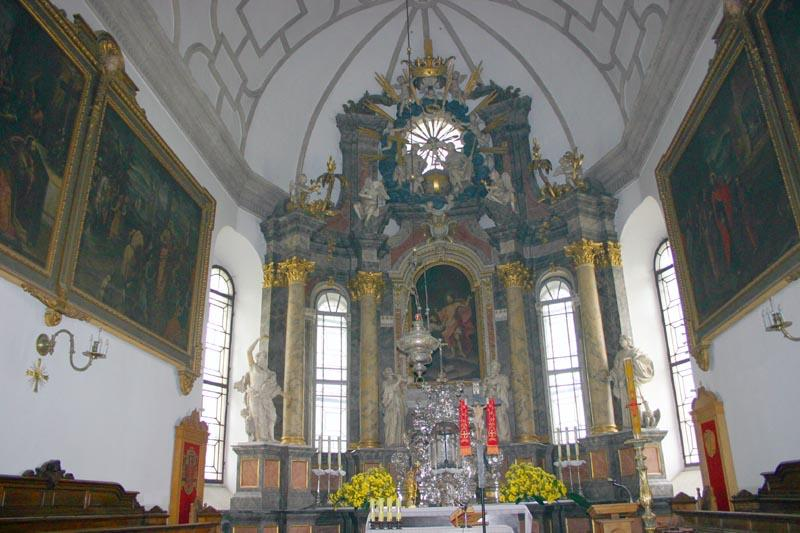
Hochaltar mit silbernem Rokoko-Tabernakel

Das Bistum Zamość-Lubaczów wurde 1991 durch Papst Johannes Paul II. aus Gebietsabtretungen des Erzbistums Lemberg als Apostolische Administratur Lubaczów errichtet. Am 25. März 1992 wurde die Apostolische Administratur Lubaczów durch Johannes Paul II. mit der Päpstlichen Bulle Totus Tuus Poloniae populus zum Bistum erhoben und in Bistum Zamość-Lubaczów umbenannt sowie dem Erzbistum Przemyśl als Suffragandiözese unterstellt.

## Kathedrale
Die dreischiffige Stiftskirche mit ihrer manieristischen Fassade, den schlanken Säulen und ihrem geschmückten Gewölbe hat Bernardo Morando (ca. 1540–1600) entworfen. Der Bau der Kirche dauerte von 1587 bis 1630. Sie ist heute die Kathedralkirche mit dem Patrozinium Zur Auferstehung Christi und Apostel Thomas. Die Ausstattung ist reich an Holzschnitzereien,  im Hochaltaraufbau, ein silberner Rokoko-Tabernakel. In  der nach ihm benannten Zamoyski-Kapelle befindet sich das Marmorgrabmal des Großkanzlers und Großhetman der polnischen Krone, Jan Zamoyski.

## Bischöfe von Zamość-Lubaczów
- Jan Śrutwa, 1992–2006
- Wacław Depo, 2006–2011
- Marian Rojek, seit 2012

## Dekanate
| - Biłgoraj-Nord - Biłgoraj-Süd - Cieszanów - Grabowiec - Hrubieszów-Nord - Hrubieszów-Süd - Józefów - Krasnobród - Łaszczów - Lubaczów - Narol - Sitaniec - Szczebrzeszyn - Tarnogród - Tarnoszyn - Tomaszów-Nord - Tomaszów-Süd - Tyszowce - Zamość |

## Bistumspatrone
- Święta Boża Rodzicielka Maryja, Matka Odkupiciela – Heilige Maria, Mutter des Erlösers
- Sel. Jakub Strzemię, 21. Oktober